# Hubert de Lieja
Hubert de Lieja (nascut vers 655 a Tolosa i mort al 30 de maig de 727 a Tervuren al ducat de Brabant) era bisbe de Maastricht i de Lieja de 705 a 727). És venerat com a sant per l'Església catòlica i l'ortodoxa. No hi gaire fonts fiables contemporanis que permetin triar entre fets i llegenda.

## Vida
Hubert era el fill primogènit de Boggis o Bodogisel, duc d'Aquitània i nebot del rei Caribert II. Nascut probablement a Tolosa de Llenguadoc, va ser criat a Metz i va viure com a comte palatí a la cort de Teodoric III (rei dels francs) de Nèustria, a París i a la de Pipí d'Héristal a Metz. El 682 va casar-se amb Floribanna, filla del comte de Lovaina que va morir en donar la vida al seu fill Floribert.
Va estudiar teologia i va ser ordenat sacerdot i va esdevenir ajudant de Lambert, a qui va succeir el 706 com a bisbe de Maastricht. Gran predicador, va evangelitzar les regions del futur Brabant i les Ardenes, una zona que actualment es troba a Bèlgica. En veure que el culte a Lambert de Lieja es desenvolupava entorn del lloc del seu assassinat a Lieja, va decidir de transferir la seva despulla des de Maastricht a aquesta ciutat, on va fer construir una catedral dedicada al sant i establir-hi la seu del bisbat.
Les circumstàncies de la transferència de la seu del bisbat de Maastricht a Lieja no són pas clares, però un dels factors principals pot haver estat el fet que Carlemany va estar-se força sovint al palau de Herstal, prop de Lieja. Segons l'historiador Kupper, «Hubert va contribuir molt a promoure Lieja, car el culte de Sant Lambert, i pot ser la devoció dels reis carolingis per aquest màrtir expliquen que Lieja esdevingués la seu episcopal.[…] El tercer factor va ser el programa de construcció de Notger».
Al 727 va morir a Tervuren al ducat de Brabant, i el seu fill Floribert va succeir-lo a la seu. Va ser enterrat a l'església de Sant Pere de Lieja, però les seves restes van transferir-se el 825 a l'abadia d'Andagium (avui Saint-Hubert, que va esdevenir un lloc de romeria). Durant la revolució francesa, les seves relíquies van desaparèixer.

## Llegenda de la conversió
Segons la llegenda que es va publicar al segle xv, set segles més tard i inspirada en la de Sant Eustaqui de Roma, Hubert estimava la vida de l'alta societat i era un apassionat de la caça, tant que també va anar a caçar un dia de festa, deixant de banda els seus deures religiosos. Les fonts divergeixen, sobre el dia exacte: divendres sant, pasqua o nadal. No hi ha fets documentats sobre la seva conversió. Ningú no el volgué acompanyar. Va trobar un gran cérvol blanc que portava un crucifix entre les banyes. Hubert el perseguí però el cérvol fugia, fins que va aturar-se i se sentí una veu que li va dir: «Hubert! Fins quan perseguiràs els animals al bosc? Fins quan aquesta passió vana farà que oblidis la salut de la teva ànima?». Hubert, temerós, s'agenollà i preguntà: «Senyor! Què haig de fer?». La veu li indicà que es convertís si no volia acabar a l'infern i el convidà a deixar la seva vida dissoluta, i que s'adrecés al bisbe Lambert. Va anar a buscar, doncs, Llambert de Maastricht i es va posar sota la seva direcció espiritual. Va renunciar als seus béns i títols que va cedir al seu germà Odó, a qui va confiar la cura del seu fill Floribert.

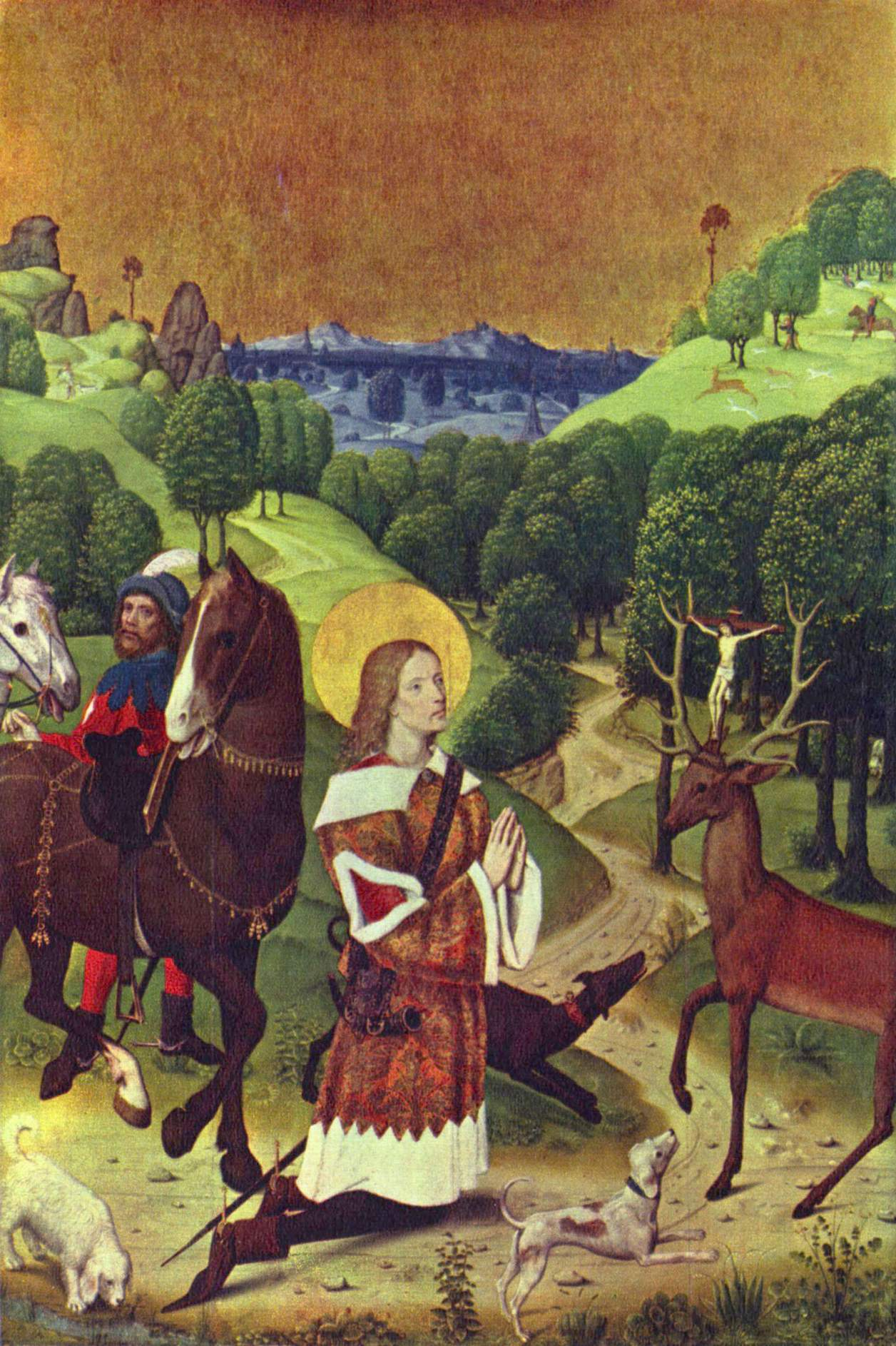
Pintura del Mestre de la Vida de Maria de Werden, 1460 ca. (National Gallery de Londres)
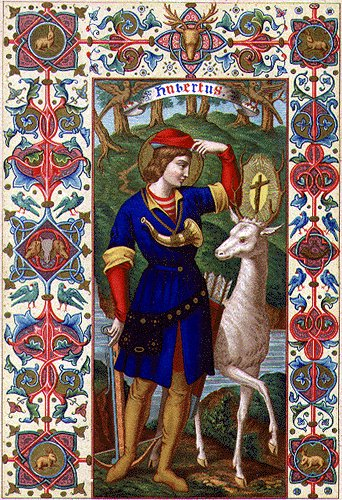
Pintura del s. XIX, en estil neogòtic
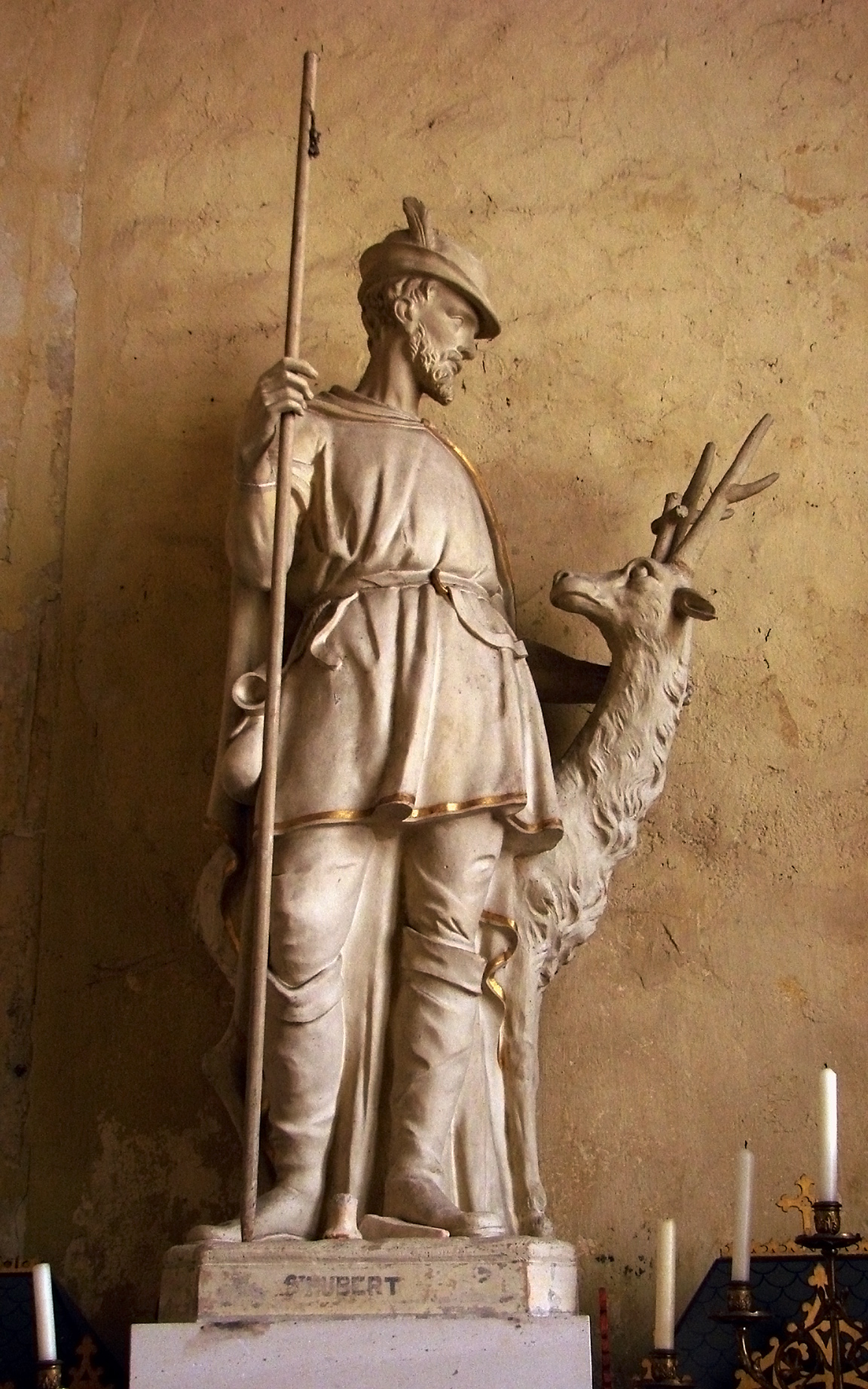
Escultura a St-Martin d'Arc-en-Barrois

## Veneració
Dins del catolicisme, és considerat patró de la caça i els caçadors. Després el seu patronatge va eixamplar-se a sectors tan diversos com la natura i el medi ambient, els carnissers, els treballadors del metal, els reparadors de rellotges, els armers i els òptics. El 3 de novembre quan se celebra el seu dies natalis se solia menjar pa d'Hubert, que protegiria els homes i els gossos contra la ràbia. La seva festa refereix probablement a la data de trasllat de les seves restes. La veneració del sant va propagar-se molt ràpidament al territori del bisbat de Lieja i a l'Alemanya actual, on nombroses poblacions en porten el nom o compten amb una església dedicada al sant, com ara Saint-Hubert (Bèlgica) o Saint-Hubert (Mosel·la).
A Catalunya, el Sant Hubert és una competició de caça d'alt nivell teritorial, estatal i internacional. És una modalitat de caça amb gos que es va crear als anys 1980.

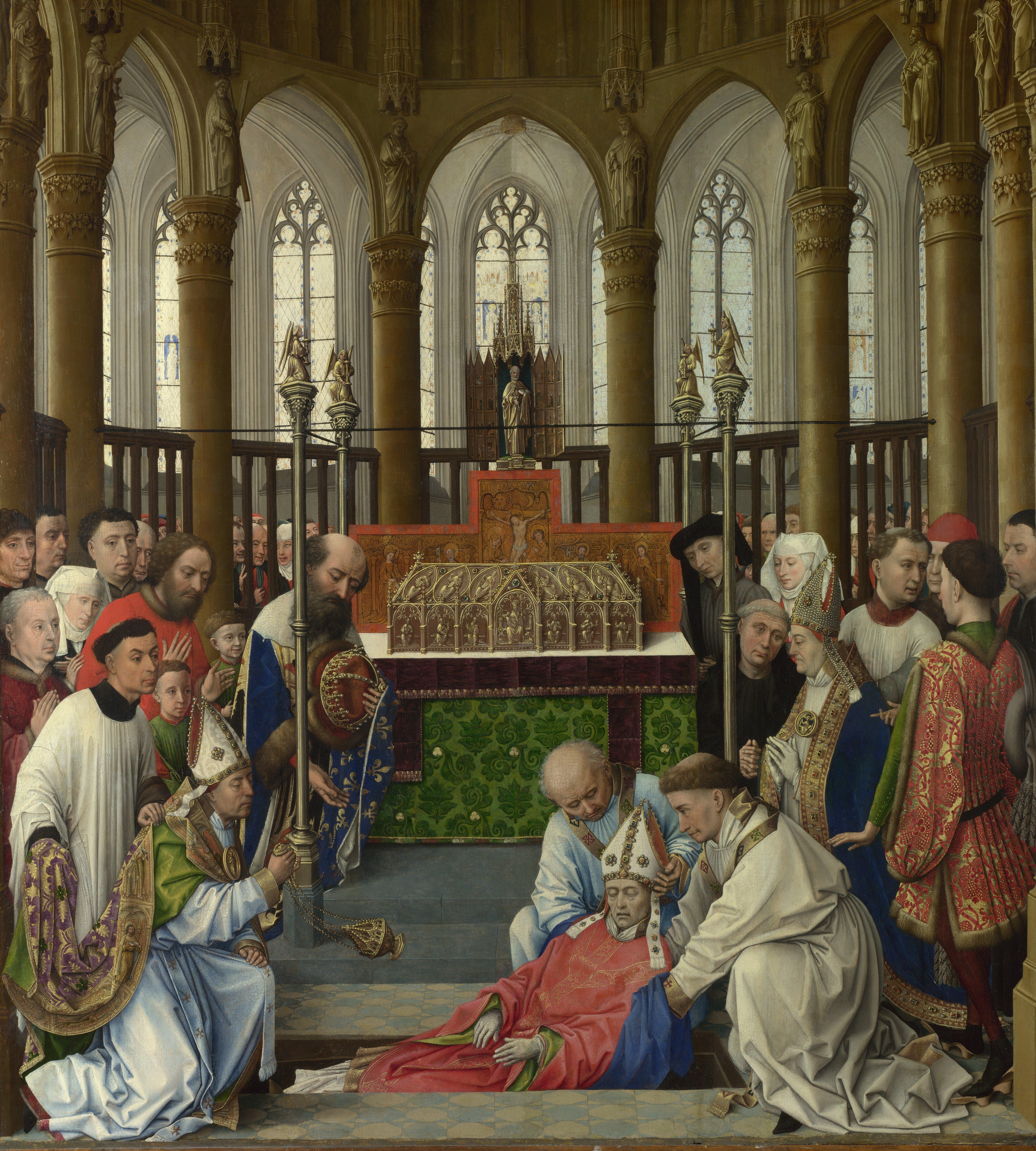
Exhumació del cos del sant, per Roger van der Weyden, 1430
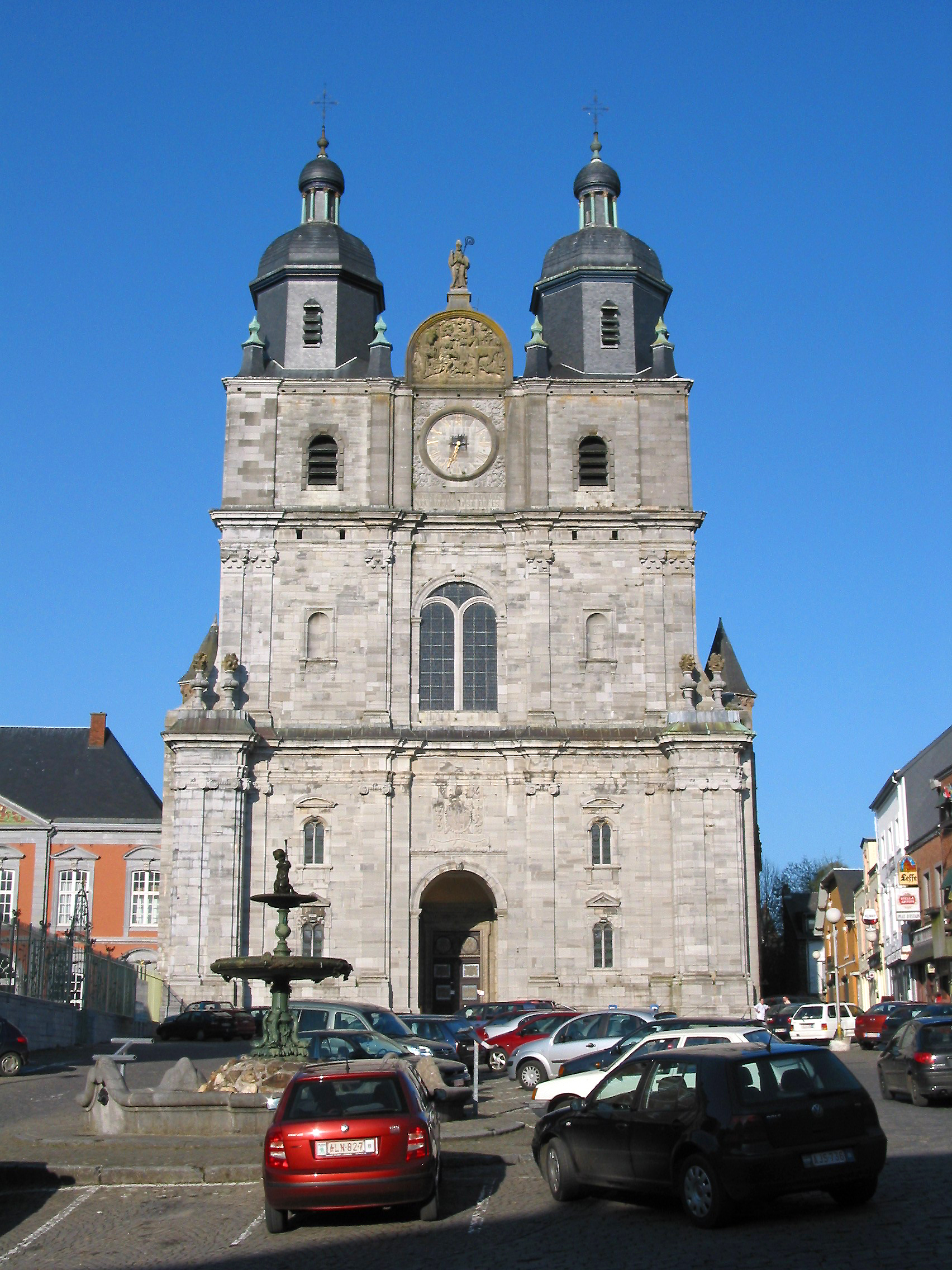
Basílica dels Sants Pere i Pau, a Saint-Hubert, amb les restes del sant
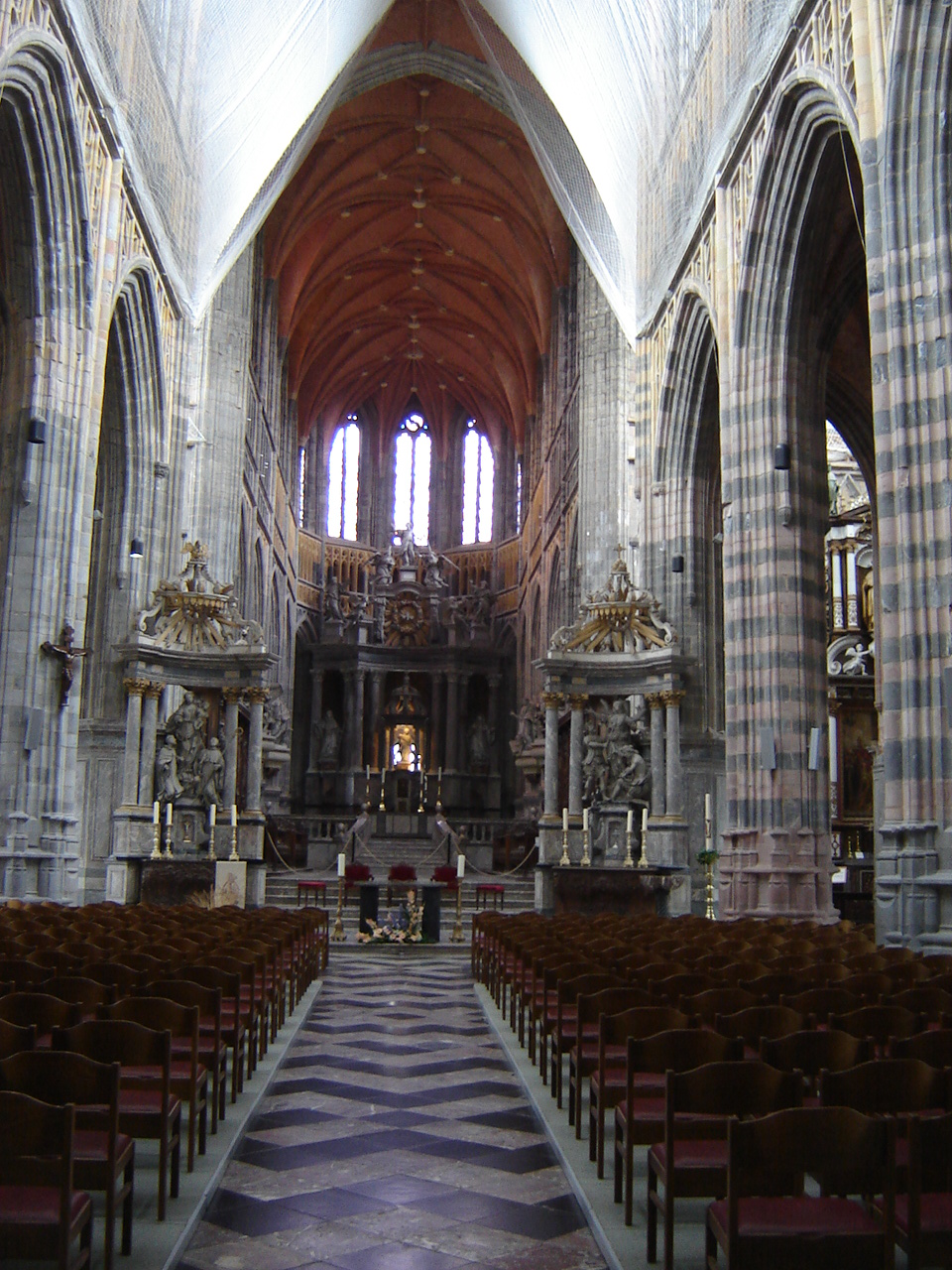
Basílica de Saint-Hubert